# SP-350 Denise
| SP-350 Denise              | SP-350 Denise                          | SP-350 Denise                          |
| -------------------------- | -------------------------------------- | -------------------------------------- |
|                            |                                        |                                        |
|                            |                                        |                                        |
|                            |                                        |                                        |
| Під прапором               | Франція                                | Франція                                |
| Порт приписки              | Марсель                                | Марсель                                |
| Спуск на воду              | 1959                                   | 1959                                   |
| Виведений зі складу флоту  | 1996                                   | 1996                                   |
| Сучасний статус            | знятий з експлуатації                  | знятий з експлуатації                  |
| Проєкт                     |                                        |                                        |
| Тип ПЧ                     | малий підводний апарат                 | малий підводний апарат                 |
| Розробник проєкту          | Французький центр підводних досліджень | Французький центр підводних досліджень |
| Головний конструктор       | Жак-Ів Кусто Жан Моллард               | Жак-Ів Кусто Жан Моллард               |
| Основні характеристики     |                                        |                                        |
| Швидкість (підводна)       | 1 вз                                   | 1 вз                                   |
| Робоча глибина занурення   | 400 м                                  | 400 м                                  |
| Гранична глибина занурення | 900 м                                  | 900 м                                  |
| Автономність плавання      | 96 год (1 особа)                       | 96 год (1 особа)                       |
| Екіпаж                     | 2 особи                                | 2 особи                                |
| Розміри                    |                                        |                                        |
| Довжина найбільша (по КВЛ) | 2,75 м                                 | 2,75 м                                 |
| Ширина корпусу найб.       | 2,75 м                                 | 2,75 м                                 |
| Висота                     | 1,5 м                                  | 1,5 м                                  |
| Водотоннажність надводна   | 3,8 т                                  | 3,8 т                                  |
| Озброєння                  |                                        |                                        |

SP-350 Denise, відомий також як «Пірнальне блюдце» (фр. Soucoupe plongeante)  — двомісний малий підводний апарат, розрахований на занурення до 400 м на термін до 4 год, що обмежується ємністю акумулятора. Створений океанологом Жак-Івом Кусто та інженером Жаном Моллардом у 1959 році.

## Характеристика
Апарат має блюдцеподібну форму з параметрами 2,75×2,75×1,5 м. Обладнаний електродвигуном із водометною тягою, живлення якого забезпечує потужний акумулятор. Водотоннажність становить 3,8 т. Робоча глибина — 400 м, гранично допустима — 900 м. Швидкість руху апарата під водою становить 1 вз. Екіпаж судна складає 2 особи. Запасу кисню вистачає на перебування у ньому протягом 24 год. Автономність роботи становить 96 год з однією особою на борту.

## Експлуатація
Апарат перебував у науково-технічному арсеналі Команди Кусто з 1959 року. За його допомогою було здійснено ряд занурень з метою здійснення океанографічних досліджень Світового океану. На воду спускався судновим підйомним краном. 11 січня 1996 року затонув разом із дослідницьким судном «Каліпсо» у Сінгапурській гавані. Після підйому судна апарат не експлуатувався.